# Ізвор (Перницька область)
Ізво́р (болг. Извор) — село в Перницькій області Болгарії. Входить до складу общини Радомир.

## Населення
За даними перепису населення 2011 року у селі проживали 536 осіб, з них 515 осіб (99,8%) — болгари.
Розподіл населення за віком у 2011 році:
Динаміка населення: